# Manoir de Becdal
Le manoir de Becdal est un manoir situé sur le territoire de la commune d'Acquigny, dans le département de l'Eure en Normandie.

## Localisation
Le manoir est localisé à proximité de la rivière de l'Eure et de la route entre Évreux et Rouen.

## Historique
Un manoir est présent au XIVe siècle ; il est détruit pendant la guerre de Cents Ans. 
Il est reconstruit pour Denis le Roux qui a acquis le fief en 1443 mais de nouveau subit des dégâts pendant les guerres de religions.
Au milieu du XVIIe siècle, le bâtiment est de nouveau érigé pour Claude le Roux. Une chapelle a été ajoutée vers 1667.

## Description
Le manoir est constitué de murs en pans de bois sur un soubassement en pierre ; une tour d'escalier est présente en saillie côté sud ; granges, pressoir et colombier sont dans un style similaires au logis principal.
Le porche du manoir de Becdal est constitué d'une charpente en bois et de tuiles en terre cuite de la région ; une meurtrière dans le mur près de l’entrée permettait contrôler l’identité des visiteurs ; un vaste enclos est composé de murs de pierres du XVe siècle partiellement détruit.

## Protection
La façade nord de la maison et sa toiture, les façades et toitures des étables ainsi que l'ancien portail d'entrée du manoir de Becdal font l'objet d'une inscription au titre des monuments historiques par arrêté du 13 mars 1978.